# Северный банк (Ирландия)
Северный банк (англ. Northern Bank Limited) — один из коммерческих банков Северной Ирландии. Входит в число четырёх северо-ирландских банков, имеющих право выпуска банкнот. Банк основан в 1809 году, с 2005 года входит в состав банковской группы Danske Bank Group. С 15 ноября 2012 года банк работает под именем («trading name») «Danske Bank».
Северный банк выпускал банкноты номиналом в 10, 20, 50 и 100 фунтов. После изменения названия банк первоначально продолжал выпускать банкноты с логотипом «Northern Bank». 24 июня 2013 года банк объявил о начале выпуска банкнот с логотипом «Danske Bank» в 10 и 20 фунтов и прекращении выпуска банкнот в 50 и 100 фунтов. Банкноты с логотипом «Northern Bank» будут изыматься из обращения по мере износа.

## Происшествия
20 декабря 2004 года штаб-квартира Северного банка на Донегалл-сквер-Уэст была ограблена неизвестными, похищены 26,5 млн. фунтов стерлингов и огромное количество иностранной валюты. Уголовное дело до сих пор не раскрыто, хотя некоторое время Полицейская служба Северной Ирландии, а также правительства Великобритании и Республики Ирландия пытались возложить вину на ирландских националистов.